# Garry Peterson
Garry Dennis Peterson (* 26. května 1945, Winnipeg) je kanadský bubeník, který je dlouhodobým členem kanadské rockové skupiny The Guess Who. Spolu s Randy Bachmanem také nahrával a cestoval s další kanadskou rockovou kapelou Bachman–Turner Overdrive v letech 1984–1986.

## Život
Peterson se narodil ve Winnipegu v Manitobě v Kanadě a s bubnováním začal ve třech letech. V polovině 60. let spoluzaložil kanadskou rockovou skupinu The Guess Who. Hrál s ní až do jejího rozpadu v roce 1975. Podílel se na setkáních hlavních členů kapely Randy Bachmana, Jima Kalea a Burtona Cummingse a s kapelou nadále vystupuje. Od roku 2018 je jediným zbývajícím zakládajícím členem.
V současné době žije v Greensboro v Severní Karolíně. Manželku Kimberly, rodačku z Greensboro, si vzal roku 1993.